# Église Saint-Rémi de Lascelle
L'église Saint-Rémi est une église catholique située sur la commune de Lascelle, dans le département français du Cantal en région Auvergne-Rhône-Alpes.

## Historique
Elle est une des plus anciennes églises romanes du secteur et est construite suivant un plan rectangulaire. La voûte en bois a été entièrement reconstruite à la fin du XXe siècle.
L'édifice est classé au titre des monuments historiques par arrêté du 24 novembre 1930.

## Description

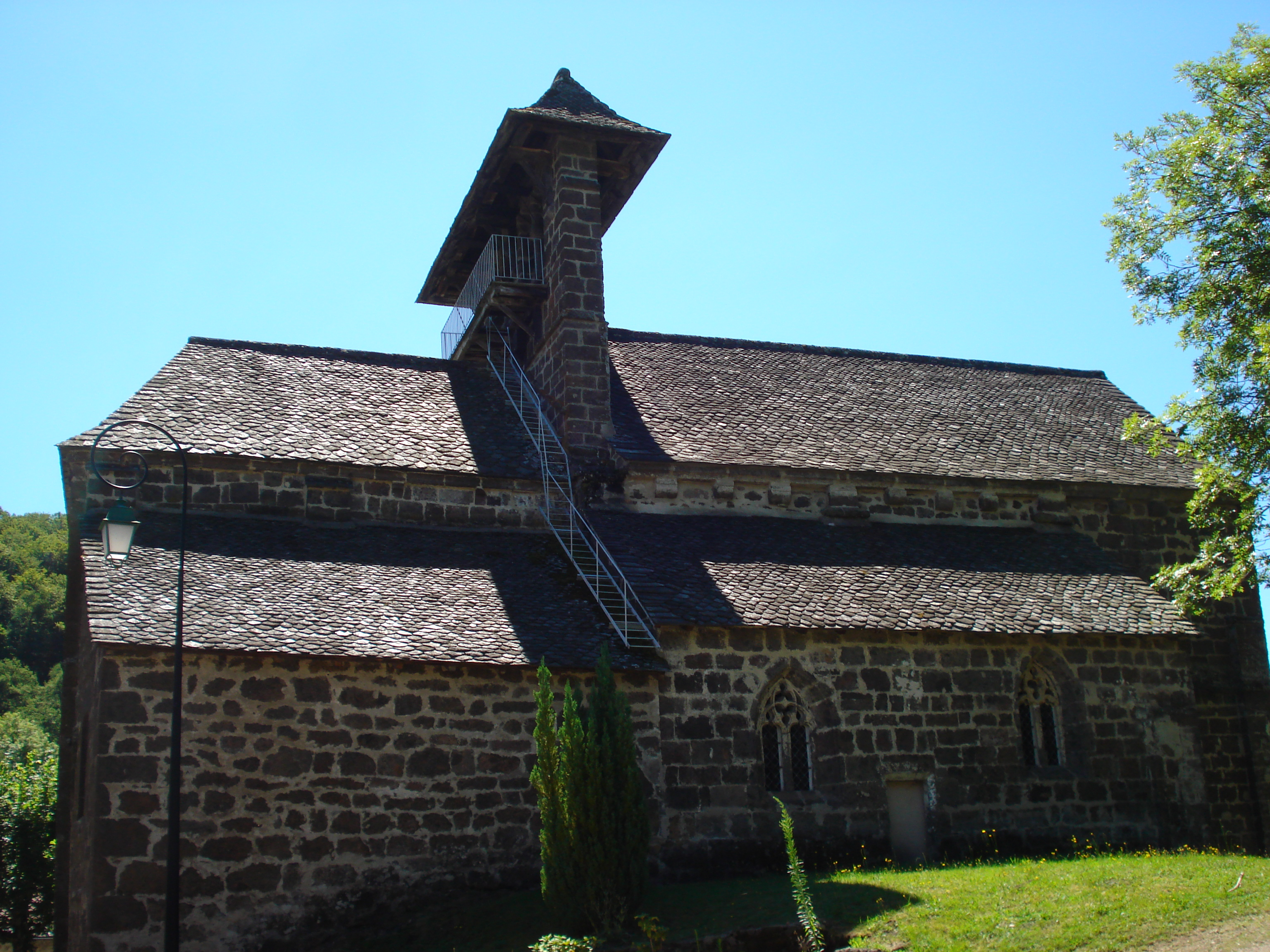
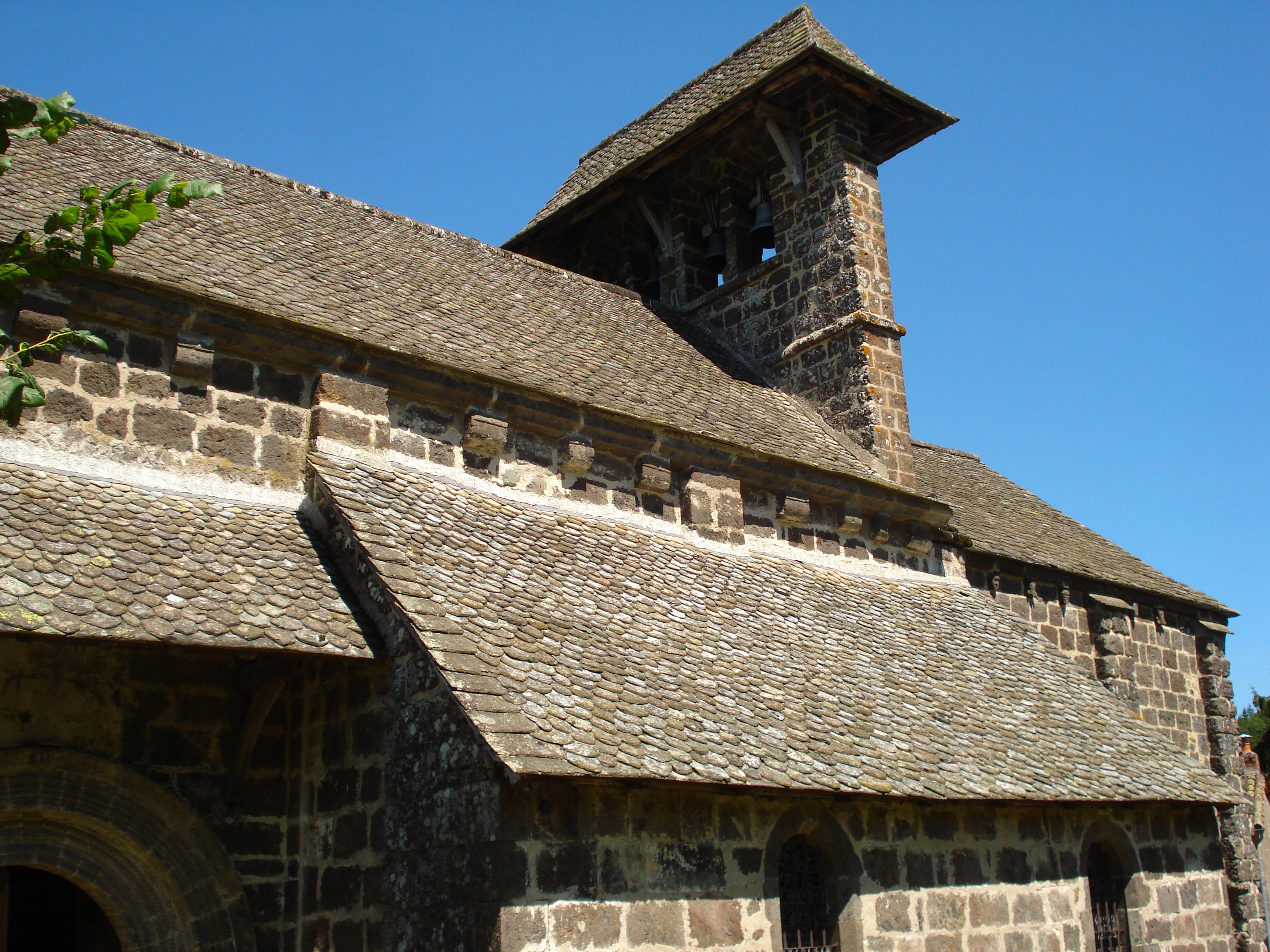
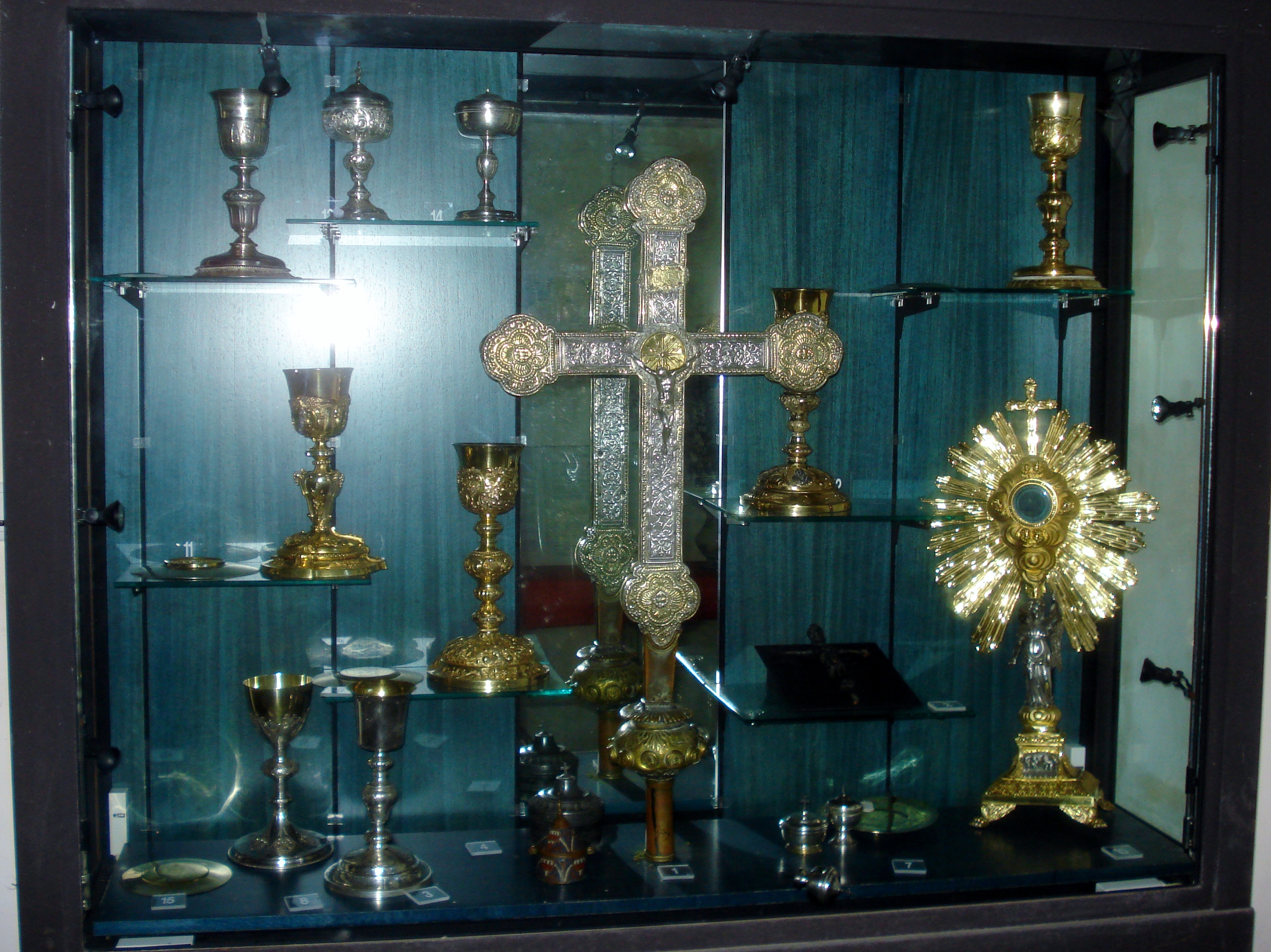